# Cantorchilus
Genre
Cantorchilus est un genre de passereaux de famille des Troglodytidae.

## Distribution
Les espèces de ce genre se rencontrent du Mexique au Brésil.

## Liste des espèces
Selon la classification de référence du Congrès ornithologique international (version 14.2, 2024) :
- Cantorchilus modestus (Cabanis, 1861) — Troglodyte modeste
- Cantorchilus zeledoni (Ridgway, 1878) — Troglodyte de Zeledon
- Cantorchilus elutus (Bangs, 1902) — Troglodyte du Panama
- Cantorchilus leucotis (Lafresnaye, 1845) — Troglodyte à face pâle
- Cantorchilus superciliaris (Lawrence, 1869) — Troglodyte bridé
- Cantorchilus guarayanus (d'Orbigny  & Lafresnaye, 1837) — Troglodyte des Guarayos
- Cantorchilus longirostris (Vieillot, 1819) — Troglodyte à long bec
- Cantorchilus griseus (Todd, 1925) — Troglodyte gris
- Cantorchilus semibadius (Salvin, 1870) — Troglodyte des ruisseaux
- Cantorchilus nigricapillus (Sclater, 1860) — Troglodyte à calotte noire
- Cantorchilus thoracicus (Salvin, 1865) — Troglodyte flammé
- Cantorchilus leucopogon (Salvadori & Festa, 1899) — Troglodyte balafré

## Publication originale
- Mann, Barker, Graves, Dingess-Mann & Slater, 2006 : Molecular data delineate four genera of “Thryothorus” wrens. Molecular Phylogenetics and Evolution, vol. 40, p. 750-759 (texte intégral)